# Trani (stacja kolejowa)
Trani (wł. Stazione di Trani) – stacja kolejowa w Trani, w prowincji Barletta-Andria-Trani, w regionie Apulia, we Włoszech. Znajduje się na linii Adriatica.
Według klasyfikacji RFI ma kategorię srebrną.

## Historia
Stacja została otwarta 11 sierpnia 1864 roku jako tymczasowy koniec linii z Foggii. Linia do Bari przedłużona została lutego 26 rok później. Początkowo stacja miała mniej niż 7 torów, z których 4 są używane do wymiany towarów wynikające z pociągów towarowych. W 1930 roku, tory zostały zredukowane do 5, po czym zlikwidowano koleje i uzyskano obecny stan 3 torów w 1949.

## Linie kolejowe
Adriatica